# Pseudosesia limpida
Pseudosesia limpida is een vlinder uit de familie wespvlinders (Sesiidae), onderfamilie Sesiinae.
Pseudosesia limpida is voor het eerst wetenschappelijk beschreven door Le Cerf in 1916. De soort komt voor in het Oriëntaals gebied.